# Чердакли (пам'ятка природи)
Чердакли́ — ботанічна пам'ятка природи місцевого значення. Розташована у Нікольському районі Донецької області, біля села Кременівка.
З 1928 по 1936 роки на цьому місці була розташована колишня природоохоронна територія Вапнякові відслонення по р. Кальчику.
Статус пам'ятки природи присвоєно рішенням обласної ради народних депутатів від 10 березня 1993 року. Загальна площа — близько 200 га. Площа в Донецькій області — 84 га, інша частина розташована на території Запорізької області.
У Чердакли ростуть рослини гранітних відслонень і петрофітних степів. 8 видів вищих рослин занесених до Червоної книги України — грабельки Бекетова, сон.
Через Чердакли протікає річка Кальчик і є мікрокам'яні могили, порослі різнотрав'ям.